# Enter the Wu-Tang (36 Chambers)
Enter the Wu-Tang (36 Chambers) è il primo album del collettivo newyorkese Wu-Tang Clan, pubblicato nel 1993.
Il disco, prodotto interamente da RZA, con due co-produzioni di Ol' Dirty Bastard e Method Man, rivoluzionò radicalmente il modo di fare musica rap negli Stati Uniti. Costituito da strumentali minimali, campionamenti da film kung fu e testi complessi, aspri, interpretati dai nove rapper del Clan, lo stile prettamente hardcore è quello della New York underground.
Il titolo dell'album deriva dal film di arti marziali The 36th Chamber of Shaolin del 1978. Il leader del gruppo RZA, conosciuto anche come Prince Rakeem, ha prodotto l'album basandolo interamente sui film di arti marziali e su campionamenti soul, caratterizzandolo con delle strumentali pesanti e inquietanti.
Il suono originale di questo album ha creato un modello da seguire per l'hip hop hardcore degli anni novanta e ha contribuito a restituire a New York prestigio all'interno della scena hip hop nazionale. Il sound di questo album è diventato molto influente anche per le moderne produzioni, anche grazie ai suoi testi espliciti e carichi di humour. Come punto di riferimento per la scena East Coast, questo album ha contribuito alla formazione di molti rapper tra cui Nas, The Notorious B.I.G., Mobb Deep e Jay-Z.
Nonostante il suono grezzo e underground, l'album ha avuto un sorprendente successo nelle classifiche, con un picco ottenuto posizionandosi alla 41ª posizione all'interno della classifica US Billboard 200. Nel 1995, la Recording Industry Association of America gli ha attribuito il disco di platino per la vendita di un milione di copie negli Stati Uniti. L'album ha ricevuto recensioni positive dai critici ed è considerato uno degli album più significativi degli anni novanta, oltre che uno degli album hip hop più importanti di sempre. Nel 2003, la rivista Rolling Stone l'ha posizionato alla 387ª posizione all'interno della lista dei 500 migliori album.

## Il disco
Alla fine del 1980, i cugini Robert Diggs, Gary Grice e Russell Jones formano un gruppo chiamato Force of the Imperial Master, anche conosciuto come All in Together Now Crew. Ogni membro registrava sotto un alias: Grice come The Genius, Diggs come Prince Rakeem o The Scientist, e Jones come The Specialist. Il gruppo non ha mai firmato per una major ma ha catturato l'attenzione della scena rap New Yorkese e del rapper Biz Markie. Nel 1991 The Genius e Prince Rakeem firmano per due differenti etichette discografiche. The Genius pubblica l'album Words from the Genius (1991) con la Cold Chillin' Records e Prince Rakeem pubblica Ooh I Love You Rakeem (1991) con la Tommy Boy Records. Entrambi vengono presto abbandonati dalle loro etichette, e amareggiati entrambi i rapper cambiano soprannome (The Genius diventa GZA mentre Prince diventa Rakeem RZA). RZA nel 2005 ha dichiarato di non averla presa bene ai tempi, quando la Tommy Boy decise di abbandonarlo per far firmare invece i House of Pain, che RZA definì "a bunch of whiteboy shit".
RZA cominciò così a collaborare con Dennis Coles, meglio conosciuto come Ghostface Killah, un altro rapper proveniente dal complesso di appartamente Stapleton Projects in Staten Island. Il duo decise così di creare un gruppo che avrebbe unito la filosofia orientale, i film di kung fu e i fumetti.
Enter the Wu-Tang (36 Chambers) fu così registrato al Firehouse Studio di New York tra il 1992 e il 1993. L'album è stato prodotto, mixato e organizzato da RZA ed è stato masterizzato al The Hit Factory da Chris Gehringer. A causa di un budget estremamente ridotto, il gruppo è stato obbligato a registrare in un piccolo studio di registrazione, e con otto membri in studio contemporaneamente, l'alloggio era spesso affollato. Per decidere chi potesse rappare, RZA creò delle sfide per decidere chi potesse rappare sulle sue strumentali. Queste sfide hanno dato vita alla traccia Meth Vs. Chef, una battaglia tra Method Man e Raekwon, questa traccia fu esclusa dall'album ma è stata inserita nell'album di debutto di Method Man, Tical (1994).

## Singoli
Anticipato dal singolo underground Protect Ya Neck, Enter The Wu-Tang: 36 Chambers ottiene buone posizioni in classifica, come nella Billboard Hot 100, grazie al pezzo C.R.E.A.M. Oltre a far ottenere al gruppo un certo successo commerciale, C.R.E.A.M. introduce la parola cream nel vocabolario slang. Il termine indica il denaro: C.R.E.A.M. è l'acronimo di Cash Rules Everything Around Me, che tradotto significa "il denaro controlla tutto attorno a me". Diventando un brano fondamentale per la storia del rap, C.R.E.A.M. verrà riproposta e citata spesso da molti artisti.
Gli altri singoli sono Can It Be All So Simple, del quale esiste anche un remix presente nel disco di Raekwon Only Built 4 Cuban Linx..., e M.E.T.H.O.D. Man, anche questa remixata e inserita come bonus track in Enter the Wu-Tang: 36 Chambers e in Tical, primo disco solista di Method Man.

## Tracce

### CD
Musiche di RZA, eccetto dove indicato.
1. Bring Da Ruckus – 4:11 (testo: Ghostface Killah, Raekwon, Inspectah Deck)
2. Shame On a Nigga – 2:57 (testo: Raekwon, Ol' Dirty Bastard, Method Man)
3. Clan In Da Front – 4:33 (testo: GZA)
4. Wu-Tang: 7th Chamber – 6:06
5. Can It All Be So Simple / Intermission – 6:52 (testo: Raekwon, Ghostface Killah)
6. Da Mystery of Chessboxin' – 4:47 (testo: Method Man, U-God, Inspectah Deck, Raekwon, Ol' Dirty Bastard, Ghostface Killah, Masta Killa – musica: RZA, Ol' Dirty Bastard)
7. Wu-Tang Clan Ain't Nuthing ta Fuck Wit – 3:36 (testo: Inspectah Deck, Method Man – musica: RZA, Method Man)
8. C.R.E.A.M. – 4:12 (testo: Raekwon, Inspectah Deck, Buddha Monk)
9. Method Man – 5:50 (testo: Method Man, Raekwon, GZA, RZA, Ghostface Killah)
10. Protect Ya Neck – 4:51 (testo: Method Man, Inspectah Deck, Raekwon, U-God, Ol' Dirty Bastard, Ghostface Killah, GZA)
11. Tearz – 4:17 (testo: Ghostface Killah, Raekwon, Inspectah Deck)
12. Wu-Tang: 7th Chamber - Part II (Conclusion) – 6:10 (testo: GZA, Raekwon, Method Man, Inspectah Deck, Ghostface Killah, RZA, Ol' Dirty Bastard)

Durata totale: 58:22
Tracce bonus della Expanded Edition
1. Protect Ya Neck (Shao Lin Version) – 4:38 (testo: Method Man, Inspectah Deck, Raekwon, U-God, Ol' Dirty Bastard, Ghostface Killah, GZA – musica: RZA)
2. Method Man (Home Grown Version) – 5:10 (testo: Method Man – musica: Method Man)
3. C.R.E.A.M. (A Cappella) – 2:38 (testo: Raekwon, Inspectah Deck, Buddha Monk)

### LP
Lato A (Shaolin Sword)
Musiche di RZA, eccetto dove indicato.
1. Bring Da Ruckus – 4:11 (testo: Ghostface Killah, Raekwon, Inspectah Deck)
2. Shame On a Nigga – 2:57 (testo: Raekwon, Ol' Dirty Bastard, Method Man)
3. Clan In Da Front – 4:33 (testo: GZA)
4. Wu-Tang: 7th Chamber – 6:06
5. Can It All Be So Simple – 4:45 (testo: Raekwon, Ghostface Killah)
6. Protect Ya Neck – 4:51 (testo: Method Man, Inspectah Deck, Raekwon, U-God, Ol' Dirty Bastard, Ghostface Killah, GZA)
7. Intermission – 2:07

Durata totale: 29:30
Lato B (Wu-Tang Sword)
Musiche di RZA, eccetto dove indicato.
1. Da Mystery of Chessboxin' – 4:47 (testo: Method Man, U-God, Inspectah Deck, Raekwon, Ol' Dirty Bastard, Ghostface Killah, Masta Killa – musica: RZA, Ol' Dirty Bastard)
2. Wu-Tang Clan Ain't Nuthing ta Fuck Wit – 3:36 (testo: Inspectah Deck, Method Man – musica: RZA, Method Man)
3. C.R.E.A.M. – 4:12 (testo: Raekwon, Inspectah Deck, Buddha Monk)
4. Method Man – 5:50 (testo: Method Man, Raekwon, GZA, RZA, Ghostface Killah)
5. Tearz – 4:17 (testo: Ghostface Killah, Raekwon, Inspectah Deck)
6. Wu-Tang: 7th Chamber - Part II – 5:09 (testo: GZA, Raekwon, Method Man, Inspectah Deck, Ghostface Killah, RZA, Ol' Dirty Bastard)
7. Conclusion – 1:01

Durata totale: 28:52